# أذن الأسد الدرنية
أذن الأسد الدرنية (الاسم العلمي:Leonotis tuberosa) هو نوع غير مؤكد من النباتات يتبع جنس أذن الأسد من الفصيلة الشفوية.